# Léo Borges
Leonardo Borges Da Silva (ur. 3 stycznia 2001 w Pelotas) – brazylijski piłkarz, grający na pozycji lewego obrońcy w Pogoni Szczecin.

## Klub

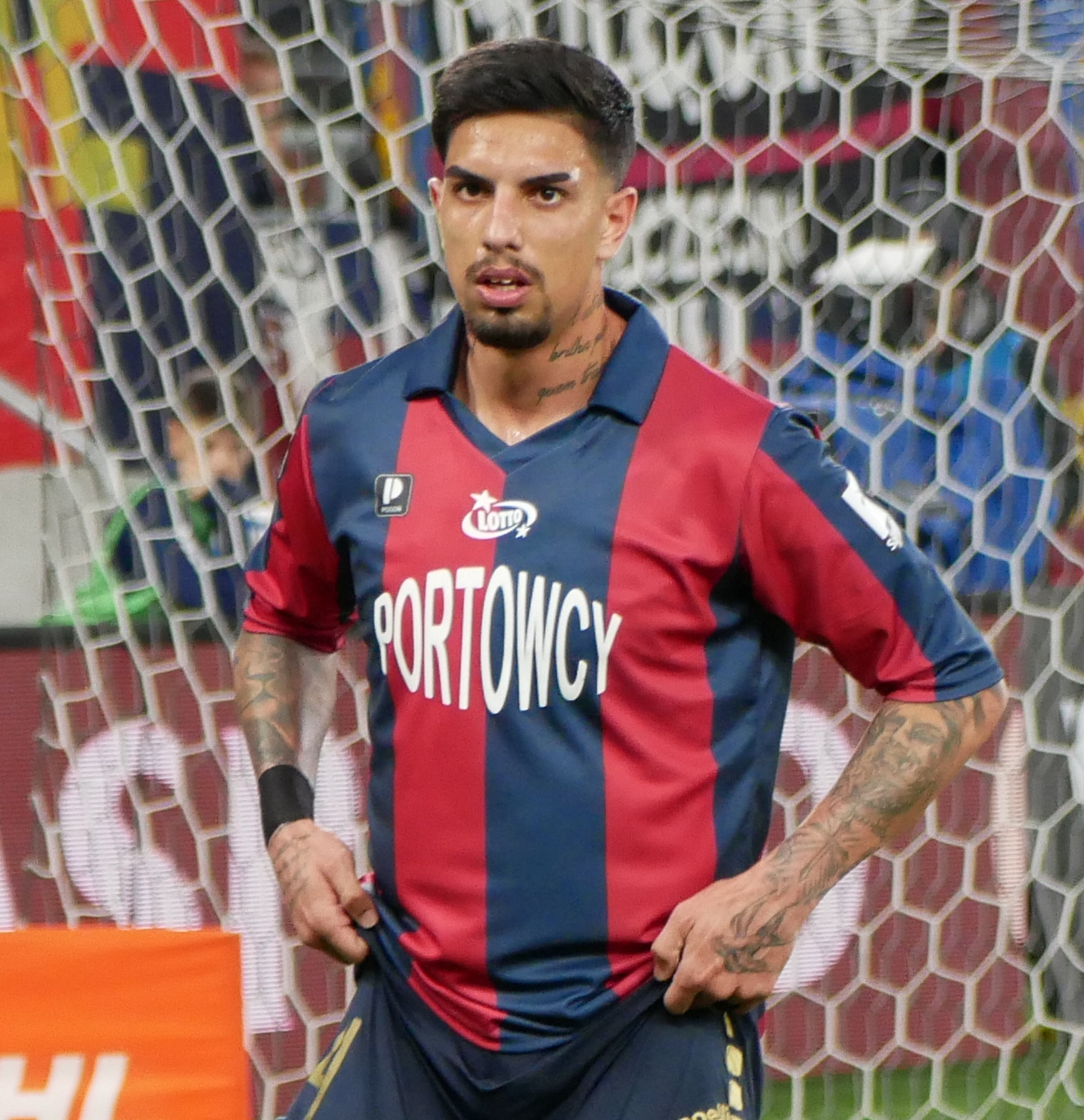
Leo Borges w barwach Pogoni Szczecin (2023)

### SC Internacional
Zaczynał karierę w SC Internacional. W tym klubie zadebiutował 10 lutego 2021 roku w meczu przeciwko Sport Recife (1:2 dla rywali Internacionalu). Na boisko wszedł w 36. minucie, zastępując Bruno Paxedesa. Łącznie zagrał 14 ligowych spotkań.

### FC Porto B
21 lipca 2021 roku został wypożyczony do FC Porto B. W rezerwach portugalskiego klubu zadebiutował 14 sierpnia 2021 roku w meczu przeciwko Casa Pia AC (2:0 dla rywali Porto). Na boisko wszedł w 82. minucie, zastąpił João Mendesa. Pierwszą asystę zaliczył 12 września 2021 roku w meczu przeciwko CD Mafra (3:1 dla Porto). Asystował przy golu Peglowa w 92. minucie. Łącznie zagrał 19 spotkań, w których zaliczył 3 asysty.

### Pogoń Szczecin
10 lipca 2022 roku podpisał trzyletni kontrakt z Pogonią Szczecin. Zadebiutował w drużynie 31 sierpnia 2022 roku podczas ligowego meczu z Rakowem Częstchowa, wchodząc na boisko w 83. minucie meczu.